# Lien y Rey
Lien y Rey es un dúo cubano de la nueva canción cubana o Nueva Trova cubana creado en el año 1996 en Matanzas, Cuba, e integrado por Lien Rodríguez López, de formación académica chelista, pero que en el dúo se desempeña como guitarrista, cantante y compositora y Reynaldo (Rey) Pantoja Vergara, también de formación académica como tresero o tresista y que se desempeña en el dúo como tresero, cantante, compositor y arreglista.

## Trayectoria artística
En 1996 se funda el dúo Lien y Rey, ambos con una necesidad de hacer canciones a través de sus conocimientos de la música y sin que esta sea un simple acompañamiento detrás del texto. En ese mismo año son invitados a Colombia a realizar su primera gira internacional. Al año siguiente regresan a Colombia y esta vez permanecen en ese país cinco años donde se fortalece su trabajo y fundan junto al Teatro Ditirambo el 1er Festival de Cantautores de Colombia al que son convocados como invitados especiales. Durante esos años en Colombia giran por varias ciudades, veredas, universidades y teatros. Allí graban su primer disco titulado "Hay una canción" en el año 2000.
En 2001 regresan a Cuba con la necesidad de que se conozca más su música en el país natal y fundan la peña "El patio de las hormigas" auspiciado por la dirección provincial de Matanzas y la Asociación Hermanos Saiz, en ese espacio conocen en el año 2003 a Marta Valdés, quien inmediatamente los apoya, reconoce y comparte varios conciertos en la ciudad de Matanzas, Cuba. En ese mismo año realizan el concierto "Sinfonía de los forasteros" en el teatro Amadeo Roldán con la Orquesta juvenil de la Escuela profesional de Música de Matanzas y se publica el primer videoclip del  dúo "para que después no digan" dirigido y realizado por Manuel López Castel.
Son seleccionados "Proyecto Nacional" condición que otorgaba el Instituto de la Música (ICM) y la Asociación Hermanos Saiz (AHS). Luego en el 2004 graban un disco compilatorio que reúne a todos los "Proyectos Nacionales" de ese año, titulado "Desde el Umbral" en el que aparecen figuras hoy representativas de la canción cubana como Inti Santana, Tony Ávila, entre otros. Realizan el concierto "Sinfonía de los forasteros" en el "Teatro Sauto" de Matanzas, en ese año a su peña "El patio de las hormigas", asisten personalidades como Pedro Luis Ferrer, Marta Valdés, Yusa, Teresita Fernández, Lina de Feria, Carlos Maza, Sigfredo Ariel o José Luis Díaz Granados. Graban su segundo CD: "Procuraré" en el estudio de Frank Bejerano, publican en la televisión cubana el videoclip del sencillo "Procuraré" este tema y "Madre" se mantienen en las listas de éxito de Radio 26 (emisora principal de Matanzas).
En 2005 realizan el concierto "A fuego abierto" en el espacio "A guitarra limpia" del Centro Cultural Pablo de la Torriente Brau, concierto que fue grabado en vivo para un fonograma y para Cubavisión Internacional, fonograma al que años más tarde le otorgara la academia del disco cubano el premio "Cubadisco" al mejor álbum vocal-instrumental. Al año siguiente (2006) y en conmemoración de sus 10 años giran por todo el país: Guantánamo, Camagüey, Santa Clara, Cienfuegos, Pinar del Río, con un formato de percusión menor y bajo, con los músicos Héctor (Pepo) Herrera y Dariel Díaz, esta gira culminó en la ciudad de Matanzas con un concierto en el Teatro Papalote acompañados por el quinteto de cuerdas "Opus 5" integrado por los primeros atriles de la Orquesta Sinfónica de Matanzas. Son invitados a formar parte del Homenaje a Silvio Rodríguez que realizara el Centro Pablo junto a cuarenta trovadores de todo el país y de gran renombre como Sara González, Carlos Varela, Santiago Feliú, Vicente Feliú, Gerardo Alfonso, Frank Delgado, Dúo Karma, entre muchos otros, este concierto saldría editado por "Ojalá" meses más tarde en un álbum doble titulado "Te doy una canción".
En 2007, sale oficialmente editado por el Centro Pablo el disco del concierto en vivo "A fuego abierto" con las palabras de presentación de Marta Valdés. Silvio Rodríguez los cataloga como "el futuro de la trova cubana, por sus cercanías a la música de vanguardia". Por el aniversario 35 de la "Nueva Trova" se publican 35 postales con clásicos cubanos de este género en las que está incluida su canción "Devoción" en la No. 30. Al año siguiente reciben el Premio "Cubadisco" en la categoría mejor álbum vocal-instrumental, graban su cuarto disco "Tríptico de la Luna" y realizan una gira extensa por varias ciudades y teatros de Colombia. Ediciones Matanzas publica un cancionero con veinte canciones del dúo también titulado "Tríptico de la Luna". 
En 2009 graban un disco infantil titulado "Abrazos" con el auspicio de la Asociación Semillas de Colombia y Ayuda en Acción de la Unión Europea. En el 2010 se sustituye el cajón y percusión menor por la batería con el mismo formato de cuarteto y graban su sexto disco "Leídos y escribidos" de manera independiente y con el respaldo del Centro Pablo, son nominados nuevamente al premio Cubadisco y presentan el disco con un concierto en el "Teatro del Museo Nacional de Bellas Artes" en La Habana. Representan a Cuba junto al destacado trovador Santiago Feliú en el Festival Internacional de la Canción Barnasants en la ciudad de Barcelona con favorables críticas de la prensa asistente al certamen. Participan en el Festival Internacional "Abya Yala" de Colombia, junto a agrupaciones como "Aterciopelados" y "Renacer Andino". Son incluidos en el álbum doble "En tiempo real" de la "Academia Superior de artes de Bogotá y la Academia Luis A. Calvo", fonograma que recoge los mejores conciertos en vivo realizados en esas instituciones. En 2013 en su peña se presentan artistas de la talla de Liliana Herrero de Argentina, Rafa Bocero de España, Miryam Quiñones de Perú, Raúl Carnota de Argentina y la ministro de cultura de Argentina en ese momento Teresa Parodi. Cumplimentan una gira de siete conciertos por varias ciudades de Suiza en representación del Centro Pablo de la Torriente Brau y con el auspicio de la Universidad de Lausanne y la fundación “Artlink”. Reciben la beca de creación "Sindo Garay" que otorga el Centro Pablo de la Torriente Brau.
En 2014 escriben junto a Roly Berrío la música del espectáculo teatral-musical "Les larmes des hommes" dirigido por Patrick Mohr y basado en la novela "El hilo de las misangas" de Mia Couto, con este espectáculo giran por Cuba, Suiza y Francia. Comparten escenario con Silvio Rodríguez en dos conciertos de los barrios en Matanzas, Cuba. Preparan el nuevo disco "Isla" y comienzan a grabarlo con la colaboración tanto artística como logística de Silvio Rodríguez, quien los invita en mayo de 2015 a compartir escenarios en sus conciertos del "Luna Park" y barrio Lugano en Buenos Aires, Argentina, gira que continuaron solos en formato de cuarteto por varias ciudades de ese país. Terminan el disco "Isla" que saldría editado en 2016 bajo el amparo del sello "Producciones Colibrí" en forma de álbum doble con un documental del mismo nombre (Isla), que narra la trayectoria del dúo combinado con los procesos de creación en el estudio de grabación. En este mismo año realizan la segunda gira de "Les larmes des hommes" por Suiza y Francia.

## Discografía
- Hay una canción (2000)
- Procuraré (2004)
- Desde el umbral (2004)
- A fuego abierto (2005)
- Tríptico de la luna (2007)
- Abrazos (2009)
- Leídos y escribidos (2010)
- Les larmes des hommes (2014)
- Isla (2016)

### Sencillos
- Minuet a la Reina Sombrilla (1997)
- Para que después no digan (2000)
- Procuraré (2004)
- Naturaleza (2007)
- Latitud cero (2010)
- Infusión (2010)
- Isla (2016)
- El llanto es agua (2016)
- Ojos amarillos (2016)

### Colaboraciones
- Cúanto? (con Silvio Rodríguez)